# Martin Tóth
Martin Tóth (ur. 13 października 1986 w Nitrze) – słowacki piłkarz występujący na pozycji obrońcy lub pomocnika.

## Kariera klubowa
Wychowanek klubu FC Nitra z rodzinnego miasta Nitra na zachodniej Słowacji. W 2006 roku włączono go do składu pierwszej drużyny, rywalizującej na poziomie słowackiej ekstraklasy. Z nadejściem sezonu 2007/08 rozpoczął regularne występy na pozycji środkowego obrońcy. W lipcu 2010 roku zadebiutował w europejskich pucharach w meczu z Győri ETO FC (2:2) w kwalifikacjach Ligi Europy 2010/11, w którym zdobył bramkę. Łącznie w barwach FC Nitra rozegrał 146 ligowych spotkań i zdobył 3 gole. Po sezonie 2011/12 odszedł do mistrza Czech Slovana Liberec. 20 lipca 2012 wystąpił w meczu o Superpuchar Czech przeciwko Sigmie Ołomuniec, przegranym 0:2. 28 lipca zadebiutował w Gambrinus Lidze w wygranym 4:0 spotkaniu z 1. FK Příbram. Po sezonie 2012/13, w którym zaliczył łącznie 4 występy, rozwiązał swoją umowę.
W lipcu 2013 roku jako wolny agent podpisał dwuletni kontrakt ze Spartakiem Trnawa. W barwach tego klubu rozegrał 126 ligowych spotkań i wywalczył mistrzostwo Słowacji w sezonie 2017/18, a także wystąpił w fazie grupowej Ligi Europy 2018/19. Z powodu utraty głównego sponsora i narastających zaległości wobec zawodników w grudniu 2018 roku zdecydował się odejść z zespołu. W styczniu 2019 roku wraz z kolegą klubowym ze Spartaka Lukášem Greššákiem przeniósł się on do Zagłębia Sosnowiec, prowadzonego przez Valdasa Ivanauskasa. 9 lutego zadebiutował w Ekstraklasie w przegranym 0:2 meczu ze Śląskiem Wrocław. Po zakończeniu rundy wiosennej sezonu 2018/19, w której zaliczył 11 występów, Zagłębie zajęło ostatnie miejsce w tabeli i spadło do I ligi, a on sam po wygaśnięciu półrocznej umowy opuścił klub.

## Sukcesy
Spartak Trnawa
- mistrzostwo Słowacji: 2017/18